# Blodsugeren Dracula
 For alternative betydninger, se Dracula.
Blodsugeren Dracula er en britisk film fra 1968 instrueret af Freddie Francis.

## Medvirkende
- Christopher Lee som Dracula
- Rupert Davies som Monsignor Ernest Mueller
- Veronica Carlson som Maria
- Barbara Ewing som Zena
- Barry Andrews som Paul
- Ewan Hooper som Priest
- Marion Mathie som Anna
- Michael Ripper som Max
- John D. Collins som Studerende